# Porgy and Bess (Joe-Henderson-Album)

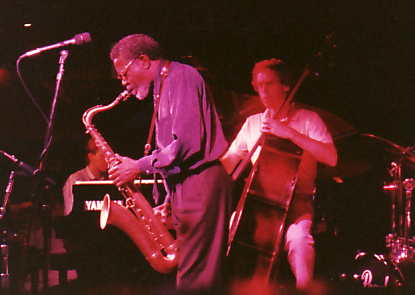
Joe Henderson

Porgy and Bess ist ein Jazz-Album von Joe Henderson, das die Musik der gleichnamigen Oper von George Gershwin unter musikalischer Leitung von Bob Belden enthält und vom 25. bis 28. Mai 1997 in den Avatar Recording Studios in New York City aufgenommen wurde. Es erschien im selben Jahr bei Verve Records und war das letzte Album des Tenorsaxophonisten vor seinem Tod Ende Juni 2001.

## Das Album
Das Porgy & Bess-Album von Joe Henderson setzte die Reihe von Tribut-Alben fort, nach Lush Life: The Music of Billy Strayhorn (1991), für das er den Grammy bekam, und So Near, So Far (Musings for Miles) (1992) und Double Rainbow: The Music of Antonio Carlos Jobim (1995). Verbunden mit dem Erfolg dieser Produktionen war dem sechzigjährigen Saxophonisten nun möglich, bekannte Musiker für seine Projekte zu engagieren; für das Gershwin-Projekt holte Henderson den Gitarristen John Scofield, der auch schon bei seinem Miles-Davis-Tribut mitgewirkt hatte, die Rhythmusgruppe bestand aus Dave Holland am Bass, Tommy Flanagan am Piano und Jack DeJohnette am Schlagzeug. Der Posaunist Conrad Herwig ergänzte Bläsersätze etwa im swingenden Arrangement von I Got Plenty of Nothing. Ein weiterer Mitspieler war der Vibraphonist Stefon Harris. In zwei Titeln ließ Henderson Sänger in dem Projekt mitwirken; Chaka Khan im Jazzstandard Summertime, und Sting in It Ain’t Necessarily So.

## Titelliste
- Joe Henderson - Porgy And Bess (Verve 314 539 046-2)
  1. Introduction: Jasbo Brown Blues – 0:56
  2. Summertime – 7:16
  3. Here Comes De Honeyman / They Pass By Singin’ – 2:04
  4. My Man’s Gone Now – 6:58
  5. I Got Plenty Of Nuttin’ – 6:52
  6. Bess, You Is My Woman Now – 5:15
  7. It Ain’t Necessarily So – 6:27
  8. I Loves You, Porgy – 4:18
  9. There’s a Boat Dat’s Leavin’ Soon for New York – 6:42
  10. Oh Bess, Oh Where’s My Bess? – 6:58
- Alle Kompositionen stammen von George Gershwin und Ira Gershwin.

## Rezeption
Viele Kritiker verglichen Joe Hendersons Porgy & Bess-Adaption mit der vorangegangenen Version von Miles Davis und dem Gil Evans Orchestra aus dem Jahr 1956. Der Billboard stellte in seiner Jahresrückschau die Frage Can this stand alongside the interpretations by Pops & Ella and Miles? Yes!
Nach Ansicht von Leo Stanley, der das Album in AllMusic mit vier (von 5) Sternen auszeichnete, halte Joe Hendersons Asaption von Porgy and Bess das hohe Niveau seiner vorangegangenen Alben für Verve. Henderson mache Gershwins Music mit subtiler Schönheit und Würde lebendig. Auch wenn Hendersons Porgy and Bess den gleichen Ursprung wie Miles Davis’ legendäre Version der Oper, habe es doch einen originären Klang, die sich weniger auf die Orchestrierung stütze wie der Miles-Davis-Klassiker. Obwohl das Album nicht fehlerlos sei – statt die Musik weiter zu steigern, beenden dagegen Gastbeiträge der Sänger Chaka Khan und Sting diesen Moment und ziehen die Aufmerksamkeit auf sich – ist trotzdem eine „wertvolle Ergänzung von Hendersons Katalog.“
Jason Laipply lobte in All About Jazz vor allem die Rolle Joe Hendersons:

“One of Verve's best selling active artists, Henderson’s earned his living by applying his distinctive tenor tone to various well known works. Porgy & Bess seems like the perfect vehicle for Henderson, who excels at both the up-tempo and the laid back. Throughout the disc, Henderson plays confidently, pushing familiar ideas through his solos, and playfully manipulating the basic Gershwin melodies. On classic ballads like "I Loves You Porgy" and "Bess, You Is My Woman Now," Henderson plays soulfully, giving proper emotion to the characters involved. On the upbeat numbers, Henderson blows out as the leader, pulling the band and the listener with him, and often makes use of his signature "fluttering" on the end of solos.”

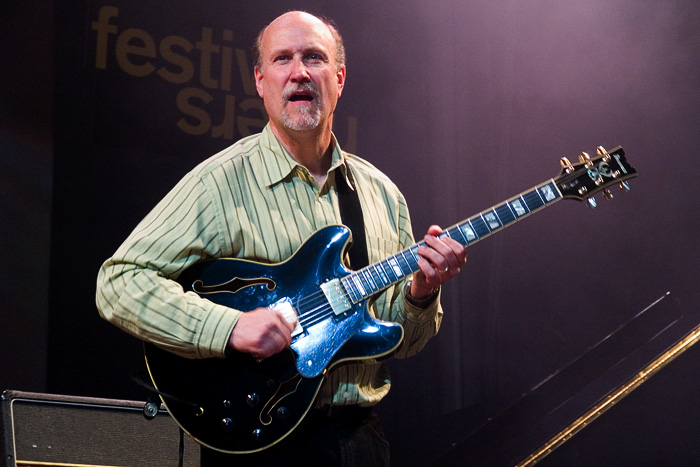
John Scofield beim Moers Festival 2006

Einschränkend kritisiert der Autor das zu sehr nach Fusion klingende Gitarrenspiel John Scofields und auch Stefon Harris’ „lounge-sounding“ Vibraphon, was vom „romantischen“ Kern des Materials wegführe. Auch wenn der Autor nicht über das untraditionelle Instrumentarium klagen wolle, klängen mehrere Teile des Albums dennoch zu sehr nach Smooth Jazz. Auch wenn Hendersons Spiel zufriedenstelle, könne das Album nicht dem Vergleich mit den Porgy & Bess-Versionen von Louis Armstrong/Ella Fitzgerald, Miles Davis/Gil Evans und sogar Oscar Peterson nicht standhalten.
Bill Bennett hob in JazzTimes Joe Hendersons Fähigkeit hervor, sich in der Musikszene behauptet zu haben, was bedeutet, als Bandleader eine solch phänomenale Gruppe zusammengestellt zu haben. Erwähnt wird auch Tommy Flanagans elegantes Spiel, insbesondere sein wunderbarer Widerhall des Gil Evans-Arrangement von Summertime, und lobt Dave Holland und Jack DeJohnette dafür, wie sie rhythmisch den Interpretationen der Gershwin-Klassiker Leben einhauchen. Chaka Khan liefere eine „wunderbar verhaltene“ Lesart von Summertime, „die dabei vor Gefühl übersprudelt.“ Erwähnt wird Stings Mühe mit der theatralischen Natur von It Ain’t Necessarily So, was wohl der schwierigste Part beim Destillieren einer Oper war. In summation, then: how suite it is!
Richard Cook und Brian Morton bewerteten das Album lediglich mit drei (von vier) Sternen und bemerkten einschränkend, dass die Musik eine „irgendwie elefantenartige Anmut“ habe und hier nichts sei, was Henderson nicht schon in anderen Fällen besser gemacht hätte. Daher sei es wirklich schade, dass dies sein letztes Werk vor seinem Tod 2001 war.